# Nyslotts museum
Nyslotts museum (finska: Savonlinnan museo) är ett landskapsmuseum i Finland. Museet ligger i Nyslotts stad intill Olofsborg vid Saimen på ön Riihisaari. Museet förvaltas av Nyslotts stad och det ansvarar för museiverksamheten i Södra Savolax. Förutom museiverksamheten ansvarar museet också för byggda kulturmiljöer och arkeologiskt kulturarv i landskapet.

## Utställningar
Nyslotts museum visar upp Södra Savolax historia och fartygstrafikens historia vid Saimen. Vid museets brygga finns fyra museifartyg: bogserbåten Ahkera, skonerten Salama (1874),  lastfartyget Mikko (1914) och passagerarfartyget Savonlinna (1904). Museet fokuserar på att dokumentera, forska och presentera Södra Savolax kulturhistoria och då särskilt seglingens historia på Saimen.
I museet finns även Forststyrelsens utställning som handlar om Saimen, samt turist- och utflyktsinformation.

## Historia
Nyslotts museum finns i ett gammalt kronomagasin som ritades av arkitekten Ernst Bernhard Lohrmann. Kronomagasinet färdigställdes år 1852. Nyslotts museum öppnades i byggnaden år 1985. Fram till år 2021 hette museet Nyslotts landskapsmuseum, men "landskaps" blev borttaget vid förnyelsen av Finlands museilag.